# David Rennie
David Rennie (nacido en 1971) es un periodista británico. Es columnista de The Economist, donde hasta septiembre de 2017 se desempeñó como columnista de Lexington (columna Farewell Lexington). Actualmente es jefe de la oficina de Beijing. Es hijo de Sir John Rennie, ex 'C' Director del Servicio Secreto de Inteligencia (MI6).

## Biografía
David Rennie comenzó su carrera en el Evening Standard, un tabloide de Londres donde trabajó desde 1992 hasta 1996. Luego fue a trabajar para The Daily Telegraph también en Londres, antes de unirse en corresponsal para este periódico, siendo enviado a Sídney (1998), Beijing (1998–2002), Washington D. C. (2002–2005) y Bruselas (2005–07). Desde 2006 hasta 2007 también fue editor colaborador de The Spectator.
Rennie se unió a The Economist en 2007, escribiendo la columna Charlemagne sobre asuntos de la UE desde Bruselas, antes de mudarse a Londres, entre 2010 y 2012. En 2010, recibió el premio "Reporting Europe" de UACES/Thomson Reuters. Tras la muerte de Peter David en 2012, se mudó a Washington D. C. para trabajar como hasta 2017. De 2013 a 2018 fue jefe de la oficina de The Economist en Washington. En 2018 se mudó a Pekín para asumir un nuevo puesto como jefe de oficina de The Economist. Desde finales de 2022, ha sido copresentador (junto con Alice Su) del podcast de The Economist ''Drum Tower'' una revisión semanal de la política, la cultura, la historia y la sociedad chinas.